# Musikjahr 2003
Liste der Musikjahre

◄◄ | ◄ | 1999 | 2000 | 2001 | 2002 | Musikjahr 2003 | 2004 | 2005 | 2006 | 2007 | ► | ►►

Weitere Ereignisse
Dieser Artikel behandelt das Musikjahr 2003.

## Ereignisse

### Populäre Musik und Jazz
- 13. Januar: Norah Jones gewinnt bei den 45. Grammy Awards fünf Preise, darunter das Album des Jahres für Come Away with Me und den Song des Jahres für Don‘t Know Why.
- 28. Januar: Nickelback veröffentlichen die Single "Someday", die international erfolgreich wird.
- 11. Februar: Evanescence veröffentlicht ihr Debütalbum Fallen, das ein weltweiter Erfolg wird.
- 16. Februar: 50 Cent veröffentlicht sein Debütalbum Get Rich or Die Tryin’, das kommerziell sehr erfolgreich ist.
- 04. März: Linkin Park veröffentlichen ihr zweites Studioalbum Meteora, das weltweit auf große Resonanz stößt.
- 08. März: Der 19-jährige Alexander Klaws wird Sieger der ersten Staffel von Deutschland sucht den Superstar.
- 28. April: Madonna veröffentlicht ihr neuntes Studioalbum American Life.
- 17. Mai: Der Eurovision Song Contest 2003 findet in Riga, Lettland, statt. Sertab Erener aus der Türkei gewinnt mit dem Song Everyway That I Can.
- 10. Juni: Radiohead veröffentlichen ihr sechstes Studioalbum Hail to the Thief.
- 24. Juni: Beyoncé veröffentlicht ihr erstes Soloalbum Dangerously in Love.
- 02. Juli: Metallica veröffentlichen ihr achtes Studioalbum St. Anger.
- 27. August: The Mars Volta veröffentlichen ihr Debütalbum De-Loused in the Comatorium.
- 28. August: Madonnas Auftritt bei den MTV Video Music Awards 2003, bei dem sie gemeinsam mit Britney Spears und Christina Aguilera das Lied Hollywood singt und beide Sängerinnen während der Aufführung küsst, sorgt für einen weltweiten Skandal.
- 22. September: OutKast veröffentlichen das Doppelalbum Speakerboxxx/The Love Below, das große kommerzielle und kritische Erfolge erzielt.
- 13. Oktober: The Darkness veröffentlichen ihr Debütalbum Permission to Land, das zu einem Überraschungserfolg wird.
- 20. Oktober: Amy Winehouse veröffentlicht ihr Debütalbum Frank.
- 18. November: Jay-Z veröffentlicht sein achtes Studioalbum The Black Album.
- 09. Dezember: Alicia Keys veröffentlicht ihr zweites Studioalbum The Diary of Alicia Keys.

### Klassische Musik und Musiktheater
- 24. Februar: Perelà, uomo di fumo, eine Oper von Pascal Dusapin wird an der Opéra Bastille unter der Leitung von James Conlon uraufgeführt.
- 29. Mai: Uraufführung des Musicals Wicked – Die Hexen von Oz am Curran Theatre in San Francisco.
- 03. Juli: Das Oratorium Requiem für Metin Altıok von Fazil Say wird am Istanbul Music Festival uraufgeführt.
- 10. August: Die Uraufführung der Oper Ainadamar von Osvaldo Golijov (Musik) mit einem Libretto von David Henry Hwang findet beim Tanglewood Festival of Contemporary Music in Boston statt.
- 14. September: Die Oper Luther von Peter Aderhold wird am Theater Erfurt unter der musikalischen Leitung von Walter Gugerbauer uraufgeführt.
- 03. Oktober: Die Messe Mass of the Children von John Rutter wurde in der Carnegie Hall in New York uraufgeführt.
- 23. Oktober: In Los Angeles wird die nach Plänen des Architekten Frank Gehry erbaute Walt Disney Concert Hall eröffnet.
- 00. Oktober: Das Musical Avenue Q wird am Vineyard Theatre in New York uraufgeführt und läuft nach mehrmaligem Wechsel der Spielstätten bis 2009 am Broadway.
- 14. Dezember: Das am 29. Januar 1996 komplett abgebrannte Teatro La Fenice in Venedig wird mit einem Konzert des Orchestra del Teatro la Fenice unter der Leitung von Riccardo Muti – vorläufig nur als Konzertsaal – wiedereröffnet.

### Film
- 30. Mai: In den Vereinigten Staaten startet der abendfüllende Animationsfilm Findet Nemo aus den Pixar Animation Studios in den Kinos. Die Filmmusik von Thomas Newman erhält einige Preise und Nominierungen.
- Mundo civilizado – Dokumentarfilm von Luca Guadagnino
- Stage Fever – Bühne fürs Leben – 13-teilige Doku-Reihe im ZDF über die Ausbildung zum Musicaldarsteller

### Sonstiges
- Das altkatholische Gesangbuch Eingestimmt und das Gesangbuch Feiern & Loben der Freien Evangelischen Gemeinden werden in Deutschland eingeführt.

## Musikcharts

### Deutschland
| Singles                                                            | Position | Alben                                  |
| ------------------------------------------------------------------ | -------- | -------------------------------------- |
|                                                                    |          |                                        |
| We Have a Dream Deutschland sucht den Superstar                    | 1        | United Deutschland sucht den Superstar |
| Take Me Tonight Alexander                                          | 2        | 20 Jahre – Nena feat. Nena Nena        |
| Für dich (GZSZ-Lovesong) Yvonne Catterfeld                         | 3        | Mensch Herbert Grönemeyer              |
| Ich kenne nichts (das so schön ist wie du) RZA feat. Xavier Naidoo | 4        | Escapology Robbie Williams             |
| All the Things She Said t.A.T.u.                                   | 5        | Up! Shania Twain                       |
| Lose Yourself Eminem                                               | 6        | Come Away with Me Norah Jones          |
| Aicha Outlandish                                                   | 7        | Meteora Linkin Park                    |
| Where Is the Love? The Black Eyed Peas                             | 8        | Live Summer 2003 Robbie Williams       |
| Never Leave You (Uh Oooh, Uh Oooh) Lumidee                         | 9        | Fallen Evanescence                     |
| In the Shadows The Rasmus                                          | 10       | St. Anger Metallica                    |

Die längsten Nummer-eins-Singles
Lieder, die die meiste Zeit während eines anderen Jahres auf Platz 1 der Charts verbrachten, werden hier nicht aufgeführt.
1. Deutschland sucht den Superstar – We Have a Dream; Yvonne Catterfeld – Für dich (jeweils 6 Wochen)
2. Outlandish – Aïcha (5 Wochen)
3. The Black Eyed Peas – Where Is the Love? (4 Wochen)

Die längsten Nummer-eins-Alben
Alben, die die meiste Zeit während eines anderen Jahres auf Platz 1 der Charts verbrachten, werden hier nicht aufgeführt.
1. Deutschland sucht den Superstar – United; Metallica – St. Anger (jeweils 6 Wochen)
2. Dido – Life for Rent (4 Wochen)
3. Robbie Williams – Escapology; Various Artists – 8 Mile; Beyoncé – Dangerously in Love; Robbie Williams – Live Summer 2003 (jeweils 3 Wochen)

Alle Nummer-eins-Hits und die Hits des Jahres

### Österreich
| Singles                                                            | Position | Alben                            |
| ------------------------------------------------------------------ | -------- | -------------------------------- |
|                                                                    |          |                                  |
| Ab in den Süden Buddy vs. DJ The Wave                              | 1        | Escapology Robbie Williams       |
| Ich lebe Christina Stürmer                                         | 2        | Freier Fall Christina            |
| Tears of Happiness Michael Tschuggnall                             | 3        | Mensch Herbert Grönemeyer        |
| All the Things She Said t.A.T.u.                                   | 4        | 20 Jahre – Nena feat. Nena Nena  |
| Ich kenne nichts (das so schön ist wie du) RZA feat. Xavier Naidoo | 5        | Live Summer 2003 Robbie Williams |
| Lose Yourself Eminem                                               | 6        | Up! Shania Twain                 |
| Tomorrow’s Heroes Starmaniacs                                      | 7        | Best of Finals Starmania         |
| Take Me Tonight Alexander                                          | 8        | Best of Duets Starmania          |
| In the Shadows The Rasmus                                          | 9        | Come Away with Me Norah Jones    |
| Where Is the Love? The Black Eyed Peas feat. Justin Timberlake     | 10       | Aufwind Die Seer                 |

Die längsten Nummer-eins-Singles
Lieder, die die meiste Zeit während eines anderen Jahres auf Platz 1 der Charts verbrachten, werden hier nicht aufgeführt.
1. Buddy vs. DJ The Wave – Ab in den Süden (12 Wochen)
2. Christina Stürmer – Ich lebe (9 Wochen)
3. t.A.T.u. – All the Things She Said; Christina Stürmer – Mama Ana Ahabak (jeweils 5 Wochen)

Die längsten Nummer-eins-Alben
Alben, die die meiste Zeit während eines anderen Jahres auf Platz 1 der Charts verbrachten, werden hier nicht aufgeführt.
1. Christina Stürmer – Freier Fall (6 Wochen)
2. Kiddy Contest Kids – Kiddy Contest Vol. 9 (5 Wochen)
3. Starmania – Best of Duets; Robbie Williams – Live Summer 2003 (jeweils 4 Wochen)

Alle Nummer-eins-Hits und die Hits des Jahres

### Schweiz
| Singles                                                            | Position | Alben                            |
| ------------------------------------------------------------------ | -------- | -------------------------------- |
|                                                                    |          |                                  |
| Chihuahua DJ BoBo                                                  | 1        | 9 Eros Ramazzotti                |
| Where Is the Love? The Black Eyed Peas feat. Justin Timberlake     | 2        | Life for Rent Dido               |
| Get Busy Sean Paul                                                 | 3        | Fallen Evanescence               |
| Aicha Outlandish                                                   | 4        | Come Away with Me Norah Jones    |
| White Flag Dido                                                    | 5        | Up! Shania Twain                 |
| Ich kenne nichts (das so schön ist wie du) Xavier Naidoo feat. RZA | 6        | Unwrapped Gloria Estefan         |
| Never Leave You (Uh Oooh, Uh Oooh) Lumidee                         | 7        | Live Summer 2003 Robbie Williams |
| In da Club 50 Cent                                                 | 8        | Meteora Linkin Park              |
| Für dich (GZSZ-Lovesong) Yvonne Catterfeld                         | 9        | St. Anger Metallica              |
| In the Shadows The Rasmus                                          | 10       | Escapology Robbie Williams       |

Die längsten Nummer-eins-Singles
Lieder, die die meiste Zeit während eines anderen Jahres auf Platz 1 der Charts verbrachten, werden hier nicht aufgeführt.
1. DJ BoBo – Chihuahua (10 Wochen)
2. The Black Eyed Peas – Where Is the Love? (9 Wochen)
3. t.A.T.u. – All the Things She Said (6 Wochen)

Die längsten Nummer-eins-Alben
Alben, die die meiste Zeit während eines anderen Jahres auf Platz 1 der Charts verbrachten, werden hier nicht aufgeführt.
1. Eros Ramazzotti – 9 (9 Wochen)
2. Robbie Williams – Escapology (5 Wochen)
3. Gotthard – Human Zoo; The Rasmus – Dead Letters; Dido – Life for Rent (jeweils 4 Wochen)

Alle Nummer-eins-Hits und die Hits des Jahres

### Vereinigtes Königreich
| Singles                                               | Position | Alben                                           |
| ----------------------------------------------------- | -------- | ----------------------------------------------- |
|                                                       |          |                                                 |
| Where Is the Love? The Black Eyed Peas                | 1        | Life for Rent Dido                              |
| Spirit in the Sky Gareth Gates & the Kumars           | 2        | Justified Justin Timberlake                     |
| Ignition Remix R. Kelly                               | 3        | Stripped Christina Aguilera                     |
| Mad World Michael Andrews feat. Gary Jules            | 4        | Gotta Get Thru This Daniel Bedingfield          |
| Leave Right Now Will Young                            | 5        | Come Away with Me Norah Jones                   |
| All the Things She Said t.A.T.u.                      | 6        | Permission to Land The Darkness                 |
| Changes Ozzy & Kelly Osbourne                         | 7        | A Rush of Blood to the Head Coldplay            |
| Breathe Blu Cantrell feat. Sean Paul                  | 8        | Number Ones Michael Jackson                     |
| Make Luv Room 5 feat. Oliver Cheatham                 | 9        | Busted                                          |
| Christmas Time (Don’t Let the Bells End) The Darkness | 10       | In Time – The Best of R.E.M. – 1988–2003 R.E.M. |

Die längsten Nummer-eins-Singles
Lieder, die die meiste Zeit während eines anderen Jahres auf Platz 1 der Charts verbrachten, werden hier nicht aufgeführt.
1. The Black Eyed Peas – Where Is the Love? (6 Wochen)
2. t.A.T.u. – All the Things She Said; Room 5 feat. Oliver Cheatham – Make Luv; R. Kelly – Ignition Remix; Evanescence feat. Paul McCoy – Bring Me to Life; Blu Cantrell feat. Sean Paul – Breathe (jeweils 4 Wochen)
3. Girls Aloud – Sound of the Underground; Beyoncé feat. Jay-Z – Crazy in Love (jeweils 3 Wochen)

Die längsten Nummer-eins-Alben
Alben, die die meiste Zeit während eines anderen Jahres auf Platz 1 der Charts verbrachten, werden hier nicht aufgeführt.
1. Dido – Life for Rent (8 Wochen)
2. Justin Timberlake – Justified (7 Wochen)
3. Beyoncé – Dangerously in Love (5 Wochen)

Alle Nummer-eins-Hits und die Hits des Jahres

### Vereinigte Staaten
| Singles                                       | Position | Alben                                           |
| --------------------------------------------- | -------- | ----------------------------------------------- |
|                                               |          |                                                 |
| In da Club 50 Cent                            | 1        | Get Rich or Die Tryin’ 50 Cent                  |
| Ignition (Remix) R. Kelly                     | 2        | Come Away with Me Norah Jones                   |
| Get Busy Sean Paul                            | 3        | Up! Shania Twain                                |
| Crazy in Love Beyoncé feat. Jay-Z             | 4        | Home Dixie Chicks                               |
| When I’m Gone 3 Doors Down                    | 5        | Let Go Avril Lavigne                            |
| Unwell Matchbox Twenty                        | 6        | Meteora Evanescence                             |
| Right Thurr Chingy                            | 7        | 8 Mile Various Artists                          |
| Miss You Aaliyah                              | 8        | Fallen Evanescence                              |
| Picture Kid Rock feat. Sheryl Crow            | 9        | Tim McGraw and the Dancehall Doctors Tim McGraw |
| Bring Me to Life Evanescence feat. Paul McCoy | 10       | Stripped Christina Aguilera                     |

Die längsten Nummer-eins-Singles
Lieder, die die meiste Zeit während eines anderen Jahres auf Platz 1 der Charts verbrachten, werden hier nicht aufgeführt.
1. 50 Cent – In da Club; Beyoncé feat. Sean Paul – Baby Boy (jeweils 9 Wochen)
2. Beyoncé feat. Jay-Z – Crazy in Love (8 Wochen)
3. Eminem – Lose Yourself; Jennifer Lopez feat. LL Cool J – All I Have; 50 Cent feat. Nate Dogg – 21 Questions; Nelly, P. Diddy & Murphy Lee – Shake Ya Tailfeather (jeweils 4 Wochen)

Die längsten Nummer-eins-Alben
Alben, die die meiste Zeit während eines anderen Jahres auf Platz 1 der Charts verbrachten, werden hier nicht aufgeführt.
1. 50 Cent – Get Rich or Die Tryin’ (6 Wochen)
2. Original Motion Picture Soundtrack – Bad Boys II; Norah Jones – Come Away with Me (4 Wochen)
3. OutKast – Speakerboxxx/The Love Below (3 Wochen)

Alle Nummer-eins-Hits und die Hits des Jahres

### Charts in weiteren Ländern
Siehe auch: Nummer-eins-Hits 2003 in  Australien, Belgien, Dänemark, Deutschland, Finnland, Frankreich, Griechenland, Irland, Italien, Japan, Kanada, Mexiko, Neuseeland, den Niederlanden, Norwegen, Österreich, Polen, Portugal, Rumänien, Schweden, der Schweiz, Singapur, Spanien, Ungarn, den Vereinigten Staaten und im Vereinigten Königreich.

## Musikpreise und Ehrungen
- Grammy Awards 2003: Norah Jones, John Mayer, Sheryl Crow u. a.
- MTV Video Music Awards 2003: Missy Elliott, Justin Timberlake, Beyoncé u. a.

### Musikwettbewerbe und Castingshows
Eurovision Song Contest
1. Sertab Erener: Everyway that I Can
2. Urban Trad: Sanomi
3. t.A.T.u.: Ne Ver’, Ne Boysia
4. Jostein Hasselgård: I’m Not Afraid to Move On
5. Fame: Give Me Your Love

## Musikfestivals und -tourneen
- Christina Aguilera – Justified and Stripped Tour
- Coldplay – A Rush of Blood to the Head Tour
- Justin Timberlake – Justified and Stripped Tour
- Prince – World Tour 2003
- Red Hot Chili Peppers – By the Way Tour

## Erstveranstaltungen
- World Guitar Record – Guinness-Rekordversuch in Breslau im Rahmen des Thanks-Jimi-Festivals

## Gründungen
- Airbourne – australische Hard-Rock-Band aus Warrnambool in Victoria, Australien
- August Burns Red – US-amerikanische Metalcore-Band
- Eisbrecher – deutsche Rockband
- Ewig Frost – österreichische Metalband aus Wien
- Hum of the Druid – US-amerikanisches Post-Industrial- und Noise-Projekt
- Lorelei – russische Gothic-Metal-Band
- Musicalion.com – staatlich anerkannte, internationale, private Musikbibliothek für Noten
- Orquesta Sinfónica Nacional de Colombia – in Bogotá gegründetes professionelles Sinfonieorchester
- Powerwolf – deutsche Power-Metal-Band aus Saarbrücken
- Shenaniganz – deutsche Rockband aus Haag
- Stateless – britische Band aus Leeds
- The Cataracs – US-amerikanisches Musikerduo
- Thy Nemesis – österreichische Black-Metal-Band
- Tramp Records – deutsches Musiklabel aus dem oberbayrischen Fahrenzhausen

## Trends und Entwicklungen

### Genres und Stilrichtungen
- R&B und Hip-Hop: Große Erfolge von Künstlern wie Beyoncé, 50 Cent, OutKast
- Rock und Alternative: Erfolgreiche Alben von Linkin Park, Radiohead, The White Stripes
- Pop: Dominanz von Künstlern wie Justin Timberlake, Christina Aguilera, Madonna

### Technologische Entwicklungen
- Digitalisierung: Steigender Einfluss von digitalen Musikplattformen und illegalen Downloads auf die Musikindustrie.
- Social Media: Erste Anfänge der Nutzung von sozialen Medien zur Promotion und Interaktion mit Fans.

### Bekannte Künstler und Bands
- Beyoncé – Mit Dangerously in Love
- 50 Cent – Mit Get Rich or Die Tryin’
- Linkin Park – Mit Meteora
- OutKast – Mit Speakerboxxx/The Love Below
- Evanescence – Mit Fallen

### Musikalische Einflüsse und gesellschaftliche Bedeutung

#### Politische und soziale Themen
Musik im Jahr 2003 reflektierte oft politische und soziale Themen, insbesondere durch Texte zu Themen wie Krieg, soziale Ungleichheit und persönliche Kämpfe.

#### Kulturelle Phänomene
Bestimmte Songs und Alben von 2003 entwickelten sich zu kulturellen Phänomenen, die über die Musik hinaus Einfluss auf Mode, Popkultur und den allgemeinen Zeitgeist hatten.

## Neuveröffentlichungen (Auswahl)

### Lieder und Kompositionen
| Lied                               | Text | Musik | Erstinterpret                | Label                                                      | Veröffentlichung   | Genre                                | Album                       | Weitere Informationen                             |
| ---------------------------------- | --- | --- | ---------------------------- | ---------------------------------------------------------- | ------------------ | ------------------------------------ | --------------------------- | ------------------------------------------------- |
| Angel of Darkness                  | Alex Christensen, Peter Könnemann, Steffen Häfelinger                                                                | Alex Christensen, Peter Könnemann, Steffen Häfelinger                                                                | Alex C. feat. Y-ass          | Epic Records                                               | 14. Juli 2003      | Trance                               | Euphorie                    |                                                   |
| Belleville Rendez-Vous             | Sylvain Chomet | Benoît Charest |                              |                                                            | 2003               | Filmmusik                            |                             | Lied für den Film Das große Rennen von Belleville |
| Bring Me to Life                   | Ben Moody, Amy Lee, David Hodges                                                                                     | Ben Moody, Amy Lee, David Hodges                                                                                     | Evanescence feat. Paul McCoy | Epic Records, Wind-Up Records                              | 11. März 2003      | Alternative Rock, Nu Metal           | Fallen                      |                                                   |
| Burn You Up, Burn You Down         | Peter Gabriel, Neil Sparkes, Karl Wallinger                                                                          | Peter Gabriel, Neil Sparkes, Karl Wallinger                                                                          | Peter Gabriel                | Real World Records, Virgin Records, Geffen Records         | 24. November 2003  | Progressive Rock, Worldbeat          | Hit, Big Blue Ball          |                                                   |
| Crazy in Love                      | Beyoncé Knowles, Rich Harrison, Eugene Record, Shawn Carter                                                          | Beyoncé Knowles, Rich Harrison, Eugene Record, Shawn Carter                                                          | Beyoncé feat. Jay-Z          | Columbia / Sony                                            | 18. Mai 2003       | R&B, Hip-Hop                         | Dangerously in Love         |                                                   |
| Es werde Licht                     | Wolfgang Hofer, Udo Jürgens                                                                                          | Wolfgang Hofer, Udo Jürgens                                                                                          | Udo Jürgens                  | Ariola                                                     | November 2003      | Pop                                  | Es werde Licht              |                                                   |
| Feel Good Time                     | Jay Ferguson, Beck Hansen, William Orbit                                                                             | Jay Ferguson, Beck Hansen, William Orbit                                                                             | Pink feat. William Orbit     | Columbia Records                                           | 27. Mai 2003       | Pop-Rock                             | Try This                    |                                                   |
| Frans liedje                       | | | K3                           | Studio 100                                                 | 6. Oktober 2003    | Pop, Eurodance                       | Oya lélé                    |                                                   |
| Going Under                        | Ben Moody, Amy Lee, David Hodges                                                                                     | Ben Moody, Amy Lee, David Hodges                                                                                     | Evanescence                  | Epic Records, Wind-Up Records                              | 4. März 2003       | Nu Metal, Alternative Rock           | Fallen                      |                                                   |
| Growing Up                         | Peter Gabriel | Peter Gabriel | Peter Gabriel                | Real World Records                                         | 30. Juni 2003      | Artrock, Popmusik, Progressive Rock  | Up                          |                                                   |
| Hey Ya!                            | André Benjamin | André Benjamin | OutKast                      | Arista Records                                             | 25. August 2003    | Funk, Hip-Hop, Neo-Soul, Pop         | Speakerboxxx/The Love Below |                                                   |
| Hotel                              | Barry Reese, Kasseem Dean, Robert Kelly, Bernard Edwards, Nile Rodgers                                               | Barry Reese, Kasseem Dean, Robert Kelly, Bernard Edwards, Nile Rodgers                                               | Cassidy feat. R. Kelly       |                                                            | 23. September 2003 | Hip-Hop, Contemporary R&B, Dirty Rap | Split Personality           |                                                   |
| Imazhi yt                          | Agim Doçi, June Taylor                                                                                               | Edmond Zhulali | Anjeza Shahini               |                                                            | 2003               | Pop                                  |                             |                                                   |
| In Da Club                         | Curtis Jackson, André Young, Mike Elizondo                                                                           | Dr. Dre, DJ Quik, Mike Elizondo (Co.)                                                                                | 50 Cent                      | Shady Records, Aftermath Entertainment, Interscope Records | 7. Januar 2003     | Hip-Hop, Rap                         | Get Rich or Die Tryin’      |                                                   |
| In the Shadows                     | The Rasmus | The Rasmus | The Rasmus                   | Universal Music                                            | 3. Februar 2003    | Alternative Rock                     | Dead Letters                |                                                   |
| Last to Know                       | Tim Armstrong, Alecia Moore                                                                                          | Tim Armstrong, Alecia Moore                                                                                          | Pink                         | Arista Records, LaFace Records                             | 10. November 2003  | Pop-Rock                             | Try This                    |                                                   |
| Livin’ My Life                     | Regi Penxten, Wout Van Dessel                                                                                        | Regi Penxten, Wout Van Dessel                                                                                        | Sylver                       |                                                            | 21. Februar 2003   | Vocal-Trance, Dance                  | Little Things               |                                                   |
| Minerva                            | Stephen Carpenter, Chi Cheng, Abe Cunningham, Chino Moreno, Frank Delgado                                            | Stephen Carpenter, Chi Cheng, Abe Cunningham, Chino Moreno, Frank Delgado                                            | Deftones                     | Maverick Records                                           | 22. April 2003     | Alternative Metal, Shoegaze          | Deftones                    |                                                   |
| My Immortal                        | Amy Lee, Ben Moody, David Hodges                                                                                     | Amy Lee, Ben Moody, David Hodges                                                                                     | Evanescence                  | Epic Records, Wind-Up Records                              | 4. März 2003       | Alternative Rock                     | Fallen                      |                                                   |
| Never Leave You (Uh Oooh, Uh Oooh) | Steven Marsden, Lumidee Cedeño, Teddy Mendez, Eddie Perez                                                            | Steven Marsden, Lumidee Cedeño, Teddy Mendez, Eddie Perez                                                            | Lumidee                      |                                                            | 13. Mai 2003       | Contemporary R&B, Dancehall, Hip-Hop | Almost Famous               |                                                   |
| Oya lélé                           | | | K3                           | Studio 100                                                 | 14. Juni 2003      | Pop, Eurodance                       | Oya lélé                    |                                                   |
| Right Thurr                        | Alonzo Lee, Shamar Daugherty, Howard Bailey                                                                          | Alonzo Lee, Shamar Daugherty, Howard Bailey                                                                          | Chingy                       |                                                            | 8. April 2003      | Hip-Hop, Down South, Dirty Rap       | Jackpot                     |                                                   |
| Star                               | Uwe Bossert, Rea Garvey, Mike Gommeringer, Sebastian Padotzke, Philipp Rauenbusch                                    | Uwe Bossert, Rea Garvey, Mike Gommeringer, Sebastian Padotzke, Philipp Rauenbusch                                    | Reamonn                      | Virgin Records                                             | 28. April 2003     | Pop                                  | Beautiful Sky               |                                                   |
| Too Lost in You                    | Diane Warren | Diane Warren | Sugababes                    | Island Records                                             | 27. Oktober 2003   | Pop                                  | Three                       |                                                   |
| Where Is the Love?                 | apl.de.ap, Printz Board, J. Curtis, Ron Fair, Mike Fratantuno, George Pajon Jr., Taboo, Justin Timberlake, will.i.am | apl.de.ap, Printz Board, J. Curtis, Ron Fair, Mike Fratantuno, George Pajon Jr., Taboo, Justin Timberlake, will.i.am | The Black Eyed Peas          | A&M, will.i.am, Interscope                                 | 16. Juni 2003      | Alternative Hip-Hop, Soul            | Elephunk                    |                                                   |

### Alben
| Album                                                     | Interpret                                     | Label                                                      | Veröffentlichung   | Genre                                                    | Weitere Informationen |
| --------------------------------------------------------- | --------------------------------------------- | ---------------------------------------------------------- | ------------------ | -------------------------------------------------------- | --------------------- |
| Ambre                                                     | Sylvain Luc                                   | Dreyfus Jazz                                               | 29. September 2003 | Jazz                                                     |                       |
| American Life                                             | Madonna                                       | Maverick, Warner                                           | 22. April 2003     | Electronica, Pop, Folk                                   |                       |
| Anthems of Rebellion                                      | Arch Enemy                                    | Century Media                                              | 23. August 2003    | Melodic Death Metal                                      |                       |
| As the Palaces Burn                                       | Lamb of God                                   | Prosthetic Records                                         | 6. Mai 2003        | Groove Metal, Thrash Metal, Metalcore                    | Debütalbum            |
| Bananas                                                   | Deep Purple                                   | EMI Records                                                | 25. August 2003    | Rock, Hard Rock, Progressive Metal, Pop, Ballade         |                       |
| C-Note                                                    | Prince                                        | NPG Records                                                | 3. Januar 2003     | Funk, Fusion, Jazz, Rock                                 | Livealbum             |
| Dance of Death                                            | Iron Maiden                                   | EMI                                                        | 8. September 2003  | Heavy Metal                                              |                       |
| Dangerously in Love                                       | Beyoncé                                       | Columbia / Sony                                            | 24. Juni 2003      | R&B                                                      |                       |
| Elephunk                                                  | The Black Eyed Peas                           | A&M, Interscope                                            | 24. Juni 2003      | Contemporary R&B, Hip-Hop, Pop                           |                       |
| Ember to Inferno                                          | Trivium                                       | Lifeforce Records                                          | 14. Oktober 2003   | Metalcore, Thrash Metal                                  |                       |
| Fallen                                                    | Evanescence                                   | Epic Records, Wind-Up Records                              | 4. März 2003       | Alternative Metal, Nu Metal                              | Debütalbum            |
| Fusillades & Lamentations                                 | Wally Shoup Trio                              | Leo Records                                                | 4. März 2003       | Jazz                                                     |                       |
| Get Rich or Die Tryin’                                    | 50 Cent                                       | Shady Records, Aftermath Entertainment, Interscope Records | 6. Februar 2003    | Gangsta-Rap, Hip-Hop                                     |                       |
| Life Is Killing Me                                        | Type O Negative                               | Roadrunner Records                                         | 17. Juni 2003      | Alternative Metal, Doom Metal                            |                       |
| Live at Brixton Academy                                   | Motörhead                                     | Steamhammer/SPV                                            | 9. Dezember 2003   | Heavy Metal                                              | Livealbum             |
| Live in Concert – A Night to Remember – Pop Meets Classic | Sarah Connor                                  | X-Cell Records                                             | 13. Oktober 2003   | Klassik, Pop                                             | Videoalbum            |
| Live Kreation                                             | Kreator                                       | Steamhammer/SPV                                            | 23. Juni 2003      | Thrash Metal                                             | Livealbum             |
| Meteora                                                   | Linkin Park                                   | Warner Brothers Records, Machine Shop Recordings           | 25. März 2003      | Nu Metal, Alternative Metal, Crossover, Alternative Rock |                       |
| N.E.W.S                                                   | Prince                                        | NPG Records                                                | 30. Juni 2003      | Funk, Fusion, Jazz                                       | Instrumentalalbum     |
| Panikpräsident                                            | Udo Lindenberg                                | Hansa Musik Produktion                                     | 6. Oktober 2003    | Deutschrock                                              |                       |
| Reality                                                   | David Bowie                                   | ISO/Columbia Records                                       | 15. September 2003 | Rock, Pop-Rock                                           |                       |
| Roorback                                                  | Sepultura                                     | Roadrunner Records                                         | 27. Mai 2003       | Groove Metal, Alternative Metal                          |                       |
| Soulhunter                                                | Voice                                         | AFM Records                                                | 20. Oktober 2003   | Power Metal                                              |                       |
| Soundtrack to the Apocalypse                              | Slayer                                        | American Recordings                                        | 25. November 2003  | Thrash Metal                                             | Kompilation           |
| Speakerboxxx/The Love Below                               | OutKast                                       | Arista Records / Sony BMG                                  | 23. September 2003 | Down South, Funk, Pop, Funk, Jazz                        |                       |
| St. Anger                                                 | Metallica                                     | Elektra Records                                            | 5. Juni 2003       | Alternative Metal, Nu Metal                              |                       |
| Tabaluga und das verschenkte Glück                        | Peter Maffay                                  | Ariola                                                     | 20. Oktober 2003   | Musical                                                  |                       |
| The Best of Deicide                                       | Deicide                                       | Roadrunner Records                                         | 23. September 2003 | Death Metal                                              | Kompilation           |
| The Jethro Tull Christmas Album                           | Jethro Tull                                   | Fuel 2000, RandM                                           | 30. September 2003 | Progressive Rock, Folk-Rock                              |                       |
| The Meeting                                               | Art Ensemble of Chicago                       | Pi Recordings                                              | 2003               | Jazz                                                     |                       |
| The Space Between                                         | Rodrigo Amado, Carlos Zíngaro und Ken Filiano | Clean Feed Records                                         | 2003               | Neue Improvisationsmusik                                 |                       |
| The War on Errorism                                       | NOFX                                          | Fat Wreck Chords                                           | 6. Mai 2003        | Punk                                                     |                       |
| Touch the Sky                                             | ATC                                           | BMG                                                        | 23. März 2003      | Pop, Elektronische Tanzmusik, Eurodance                  |                       |
| Tribute to Lester                                         | Art Ensemble of Chicago                       | ECM Records                                                | 2003               | Jazz                                                     |                       |
| Waking the Fallen                                         | Avenged Sevenfold                             | Hopeless Records                                           | 26. August 2003    | Heavy Metal, Hard Rock                                   |                       |
| Xpectation                                                | Prince                                        | NPG Records                                                | 1. Januar 2003     | R&B, Funk, Instrumentalmusik, Jazz, Rock                 | Konzeptalbum          |

## Geboren

### Januar bis Juni
- 02. Februar: Keisya Levronka, indonesische Sängerin und Schauspielerin
- 09. Februar: Yu, deutscher Sänger und Musiker
- 10. Februar: Blanco, italienischer Sänger
- 18. Februar: Yuzuki Watase, japanische Seiyū und Musikerin
- 20. Februar: Olivia Rodrigo, US-amerikanische Schauspielerin und Sängerin
- 26. März: Bhad Bhabie, US-amerikanische Rapperin
- 21. April: Stefan Burchardt, dänischer Geiger
- 16. Mai: Matteo Markus Bok, italienischer Sänger
- 08. Juni: 347aidan, kanadischer Rapper
- 28. Juni: Louis Philippson, deutscher Pianist

### Juli bis Dezember
- 01. Juli: Tate McRae, kanadische Sängerin
- 17. August: The Kid Laroi, australischer Sänger und Rapper
- 06. September: Faye Montana, deutsche Schauspielerin und Sängerin
- 16. September: Claude Kiambe, kongolesisch-niederländischer Sänger
- 05. Oktober: Eden Golan, israelische Sängerin
- 14. Dezember: Umair, pakistanischer Musikproduzent
- 19. Dezember: Julia Meladin, deutsche Popsängerin und Songschreiberin

### Genaues Geburtsdatum unbekannt
- Beéle, kolumbianischer Singer-Songwriter
- CamrinWatsin, irischer House-DJ und Musikproduzent
- Enny-Mae, deutsche Sängerin
- Lavinia Hope, italienische Popsängerin
- Pia Maria, österreichische Sängerin und Musikerin
- Ivo Martin, deutscher Indie-Pop-Sänger
- Mélodie Michel, französisch-amerikanische Organistin
- Rambow, norwegischer Rapper und Schauspieler
- Skrt Cobain, österreichischer Rapper

### Geboren um 2003
- Anja Sodnikar, österreichische Singer-Songwriterin

## Gestorben

### Januar
- 01. Januar: Remigi Blättler, Schweizer Klarinettist und Volksmusiker (* 1911)
- 01. Januar: Giorgio Gaber, italienischer Musiker, Cantautore (Liederdichter) und Schauspieler (* 1939)
- 03. Januar: Eddy Marnay, französischer Songwriter, Texter und Komponist (* 1920)
- 03. Januar: Halima Nosirova, sowjetische und usbekische Sängerin der usbekischen Musik (* 1913)
- 04. Januar: Kurt Herrlinger, deutscher Pianist und Komponist (* 1918)
- 05. Januar: Buzz Busby, US-amerikanischer Rockabilly- und Bluegrass-Musiker (* 1933)
- 05. Januar: Doreen Carwithen, britische Komponistin (* 1922)
- 05. Januar: Eleonora Eksanischwili, georgische Pianistin, Komponistin und Hochschullehrerin (* 1919)
- 05. Januar: Daphne Oram, britische Komponistin und Pionierin elektronischer Musik (* 1925)
- 07. Januar: František Kovaříček, tschechischer Komponist und Musikpädagoge (* 1924)
- 08. Januar: Ron Goodwin, britischer Komponist (* 1925)
- 08. Januar: Leopold Mayer, österreichischer Dirigent, Intendant und Musikwissenschaftler (* 1918)
- 08. Januar: Bobby Montez, US-amerikanischer Jazzmusiker und Bandleader (* 1934)
- 08. Januar: Marlott Persijn-Vautz, deutsche Musikerin, Pianistin, Korrepetitorin und Journalistin (* 1917)
- 08. Januar: Hans Weiß-Steinberg, deutscher Chorleiter und Komponist (* 1927)
- 10. Januar: Roman Suchecki, polnischer Cellist und Musikpädagoge (* 1933)
- 11. Januar: Mickey Finn, britischer Musiker (* 1947)
- 11. Januar: Bill Russo, US-amerikanischer Jazzmusiker (Posaune, Piano), Komponist und Arrangeur (* 1928)
- 12. Januar: Jaime Figueroa, puerto-ricanischer Geiger (* 1910)
- 12. Januar: Maurice Gibb, britisch-australischer Popmusiker (* 1949)
- 12. Januar: William Hilsley, deutsch-britischer Komponist, Musiker und Musikpädagoge (* 1911)
- 14. Januar: Georg Knepler, österreichischer Pianist, Dirigent und Musikwissenschaftler (* 1906)
- 14. Januar: Chester Gill, barbadisch-schweizerischer Jazzmusiker, Komponist und Chorleiter (* 1928)
- 14. Januar: Zenon Płoszaj, polnischer Geiger und Musikpädagoge (* 1924)
- 15. Januar: Eduardo „Gato“ Alquinta, chilenischer Gitarrist und Sänger (* 1946)
- 15. Januar: Doris Fisher, US-amerikanische Sängerin und Komponistin (* 1915)
- 16. Januar: Henryk Czyż, polnischer Komponist, Dirigent und Musikpädagoge (* 1923)
- 17. Januar: Jaime Vivanco, chilenischer Jazz- und Rock-Pianist und -Komponist (* 1961)
- 19. Januar: Ralf Arnie, deutscher Komponist, Liedtexter und Musikverleger (* 1924)
- 20. Januar: Édith Lefel, französische Zouk-Sängerin (* 1963)
- 22. Januar: Lonny Kellner, deutsche Schauspielerin und Schlagersängerin (* 1930)
- 23. Januar: Nell Carter, US-amerikanische Schauspielerin und Sängerin (* 1948)
- 24. Januar: Sabotage, brasilianischer Rapper und Songwriter (* 1973)
- 24. Januar: Cy Touff, US-amerikanischer Jazz-Trompeter (Basstrompete) und Posaunist (* 1927)
- 26. Januar: John Browning, US-amerikanischer Pianist (* 1933)
- 30. Januar: Mary Ellis, US-amerikanisch-britische Schauspielerin und Sängerin (* 1897)
- 31. Januar: Ludwig Stimmler, deutscher Jazzmusiker (Kontrabass, Bandleader) (* 1940)

### Februar
- 01. Februar: Mongo Santamaría, kubanisch-US-amerikanischer Perkussionist (* 1922)
- 02. Februar: Vincent Chin, jamaikanischer Musikproduzent, Studiobesitzer und Unternehmer (* 1937)
- 02. Februar: Lou Harrison, US-amerikanischer Komponist (* 1917)
- 02. Februar: Hitman, US-amerikanischer Rapper (* 1980)
- 03. Februar: Peter Schat, niederländischer Komponist, Musikpädagoge und Musikschriftsteller (* 1935)
- 04. Februar: Charles Biddle, 	US-amerikanisch-kanadischer Jazzbassist und Arrangeur (* 1926)
- 04. Februar: Jerome Hines, US-amerikanischer Opernsänger (Bass), Komponist und Mathematiker (* 1921)
- 05. Februar: Werner Dies, Jazzsaxophonist (Tenor) und-klarinettist (* 1928)
- 06. Februar: Peter C. Steiner, deutscher Cellist (* 1928)
- 07. Februar: Malcolm Roberts, britischer Schlagersänger (* 1944)
- 09. Februar: Ruby Braff, US-amerikanischer Jazzkornettist (* 1927)
- 10. Februar: Cosma, israelischer Musiker (* 1979)
- 11. Februar: Arndt Bause, deutscher Komponist (* 1936)
- 11. Februar: Tommy Gwaltney, US-amerikanischer Musiker (Saxophon, Klarinette, Vibraphon, Xylophon) (* 1921)
- 11. Februar: Moses Hogan, US-amerikanischer Komponist, Arrangeur, Pianist und Dirigent (* 1957)
- 11. Februar: Christiane Loh, deutsche Sängerin und christliche Liedermacherin (* 1960)
- 13. Februar: Claude Savard, kanadischer Pianist und Musikpädagoge (* 1941)
- 13. Februar: Gerhard Siebholz, deutscher Schlager- und Musical-Komponist (* 1932)
- 15. Februar: Kinney Abair, US-amerikanischer Musiker (Gitarre, Gesang) und Songwriter (* 1938)
- 16. Februar: Melvin Solomon, US-amerikanischer Jazz- und Unterhaltungsmusiker (Trompete) (* um 1913)
- 18. Februar: Michel Graillier, französischer Jazz-Pianist (* 1948)
- 19. Februar: Johnny Paycheck, US-amerikanischer Country-Sänger (* 1938)
- 20. Februar: Sebastian Benda, Schweizer Pianist, Komponist und Musikpädagoge (* 1926)
- 20. Februar: Cornelius Kweku Ganyo, ghanaischer Perkussionist und Tänzer (* 1937)
- 20. Februar: Ulrich Roski, deutscher Liedermacher (* 1944)
- 21. Februar: Lars Ulrich Abraham, deutscher Musiktheoretiker und Musikpädagoge (* 1922)
- 22. Februar: Frank Callaway, neuseeländischer Musiker, Musikpädagoge und Musikadministrator (* 1919)
- 23. Februar: Maria von Schmedes, österreichische Sängerin und Schauspielerin (* 1917)
- 24. Februar: Walter Scharf, US-amerikanischer Filmkomponist (* 1910)
- 26. Februar: Othar Turner, US-amerikanischer Fife-Musiker (* 1908)
- 27. Februar: John Lanchbery, englischer und australischer Dirigent und Komponist (* 1923)
- 27. Februar: Ameen Muhammad, US-amerikanischer Jazzmusiker (Trompeter, Perkussion, Muscheln), Musikpädagoge und Komponist (* 1954)
- 27. Februar: Albert Steinberg, kanadischer Geiger und Dirigent (* 1910)
- 28. Februar: Perikles Fotopoulos, griechisch-italienischer Schlagersänger und Opernregisseur (* 1931)

### März
- 01. März: Nadine Conner, US-amerikanische Opernsängerin (Sopran) (* 1907)
- 02. März: Hank Ballard, US-amerikanischer Rhythm-&-Blues- und Doo-Wop-Sänger (* 1927)
- 02. März: Malcolm Williamson, ustralischer Komponist (* 1931)
- 03. März: Goffredo Petrassi, italienischer Komponist (* 1904)
- 04. März: Fedora Barbieri, italienische Opernsängerin (Mezzosopran) (* 1920)
- 05. März: Karl Ludwig Haenchen, deutscher Fotograf, Fernsehproduzent sowie Schlagertexter und -komponist (* 1911)
- 05. März: Hans Heintze, deutscher Kantor und Organist (* 1911)
- 05. März: Sibyl Marcuse, US-amerikanische Musikinstrumentenkundlerin und Museumskuratorin (* 1911)
- 05. März: Gerhard Rosenfeld, deutscher Komponist (* 1931)
- 06. März: Linton Garner, US-amerikanischer Jazz-Pianist und Arrangeur (* 1915)
- 08. März: Adam Faith, britischer Popsänger, Schauspieler und Produzent (* 1940)
- 08. März: Nicole Louvier, französische Liedermacherin, Lyrikerin, Romanautorin und Radiojournalistin (* 1933)
- 08. März: Nathen Page, US-amerikanischer Jazz-Gitarrist (* 1937)
- 10. März: Nicolae Beloiu, rumänischer Komponist und Musikpädagoge (* 1927)
- 10. März: Jimmy Bilsbury, britischer Sänger und Komponist (* 1942)
- 10. März: Charles Cyroulnik, französischer Geiger (* 1923)
- 10. März: Adolf Scherbaum, österreichischer Komponist und Flötist (* 1931)
- 10. März: Nilufar Yasmin, bangladeschische Sängerin (* 1948)
- 11. März: Ludwig Streicher, österreichischer Kontrabassist und Musikpädagoge (* 1920)
- 13. März: Gerd Brenneis, deutscher Opernsänger (Tenor) (* 1936)
- 13. März: Roberto Murolo, italienischer Sänger, Gitarrist und Cantautore (* 1912)
- 16. März: Pawel Kusmitsch Ajedonizki, sowjetischer Arzt und Komponist (* 1922)
- 16. März: Lothar Koch, deutscher Oboist (* 1936)
- 17. März: Bill Carlisle, US-amerikanischer Country-Musiker und -sänger (* 1908)
- 19. März: Wolfgang Hofmann, deutscher Geiger, Komponist und Dirigent (* 1922)
- 19. März: Earle Moss, kanadischer Pianist und Musikpädagoge (* 1921)
- 19. März: Guido Nenninger, deutscher Orgelbauer (* 1918)
- 20. März: Helmut Schwämmlein, deutscher Ensemble-Leiter, Musikwissenschaftler und Musikpädagoge (* 1944)
- 21. März: Leonard Hokanson, US-amerikanischer Pianist (* 1931)
- 23. März: Wolf-Eberhard von Lewinski, deutscher Musik- und Theaterkritiker, Dirigent, Intendant, Hochschullehrer (* 1927)
- 23. März: Tage Nielsen, dänischer Komponist (* 1929)
- 23. März: Fritz Spiegl, britischer Komponist, Schriftsteller und Journalist (* 1926)
- 24. März: Artie Shapiro, US-amerikanischer Jazz-Bassist (* 1916)
- 26. März: Leif Roar, dänischer Opernsänger (Bariton) (* 1937)
- 26. März: Martin Schenkel, Schweizer Schauspieler und Sänger (* 1968)
- 27. März: Edwin Carr, neuseeländischer Komponist und Dirigent (* 1926)
- 28. März: Rusty Draper, US-amerikanischer Country- und Popmusiker (* 1923)
- 29. März: Placide Adams, US-amerikanischer Jazz-Bassist (* 1929)
- 29. März: David Azarian, US-amerikanischer Jazzpianist und Komponist (* 1952)
- 31. März: Emmanuel Ghent, US-amerikanischer Komponist (* 1925)
- 31. März: Tommy Seebach, dänischer Sänger, Musiker, Songschreiber (* 1949)
- 00. März: Hedi Klug, tschechische Operetten-, Opern- und Konzertsängerin (Sopran) (* 1932)

### April
- 02. April: Maurice Merle, französischer Jazzsaxophonist und Komponist (* 1945)
- 02. April: Edwin Starr, US-amerikanischer Soulsänger (* 1942)
- 05. April: Rob Madna, niederländischer Jazz-Pianist (* 1931)
- 06. April: Babatunde Olatunji, nigerianischer Perkussionist, Komponist (* 1927)
- 07. April: Andy Fitzgerald, US-amerikanischer Jazzmusiker (Klarinette, Flöte, Saxophone, Gesang) (* 1915 oder 1916)
- 07. April: Jutta Hipp, deutsche Jazz-Pianistin, Dichterin, Malerin und Grafikdesignerin (* 1925)
- 08. April: Maki Ishii, japanischer Komponist und Dirigent (* 1936)
- 08. April: Nicolae Sulac, moldauischer Volksmusiksänger (* 1936)
- 10. April: Little Eva, US-amerikanische Sängerin (* 1943)
- 13. April: Sean Delaney, US-amerikanischer Musiker, Produzent, Roadmanager und Musikautor (* 1945)
- 13. April: Carlos Duarte, venezolanischer Komponist und Pianist (* 1957)
- 13. April: Allen Eager, US-amerikanischer Jazz-Saxophonist (Tenor- und Altsaxophon), Komponist und Rennfahrer (* 1927)
- 15. April: Bernard Huijbers, niederländischer Komponist, Kirchenmusiker, Priester und Jesuit (* 1922)
- 17. April: Earl King, US-amerikanischer Blues- und Rhythm-and-Blues-Sänger, Gitarrist sowie Songwriter (* 1934)
- 18. April: Oscar Moret, Schweizer Komponist (* 1912)
- 18. April: Julián Plaza, argentinischer Tangokomponist und Arrangeur, Bandoneonist und Pianist (* 1928)
- 20. April: Johnny Douglas, britischer Komponist und Musikarrangeur (* 1920)
- 20. April: Teddy Edwards, US-amerikanischer Tenorsaxophonist und Bandleader (* 1924)
- 20. April: Walter Fuller, US-amerikanischer Jazzmusiker (Trompete, Gesang) (* 1910)
- 20. April: Wolle Kriwanek, deutscher Sänger (* 1949)
- 21. April: Nina Simone, US-amerikanische Jazz- und Bluessängerin, Pianistin, Songschreiberin und Bürgerrechtsaktivistin (* 1933)
- 22. April: Felice Bryant, US-amerikanische Songschreiberin (* 1925)
- 23. April: Walter Panhofer, österreichischer Pianist und Klavierpädagoge (* 1910)
- 24. April: Juri Nikolajewitsch Cholopow, russischer Musikwissenschaftler und Musiktheoretiker (* 1932)
- 24. April: Paul Wißkirchen, deutscher Kirchenmusiker (* 1936)
- 25. April: Al Hood, US-amerikanischer Jazzpianist und Komponist (* um 1936)
- 25. April: Ted Joans, US-amerikanischer Trompeter, Jazz-Poet und Maler (* 1928)
- 28. April: Peter Compo, US-amerikanischer Jazz- und klassischer Musiker (Geige, Kontrabass) (* 1932)
- 30. April: Bill Napier, US-amerikanischer Jazzmusiker (Klarinette) (* 1926)

### Mai
- 05. Mai: Frank D’Annolfo, US-amerikanischer Jazzmusiker (Posaune) (* 1907)
- 05. Mai: David Lewin, US-amerikanischer Musiktheoretiker, Musikwissenschaftler, Pianist und Komponist (* 1933)
- 06. Mai: Oleksandr Bilasch, ukrainischer Komponist und Dichter (* 1931)
- 10. Mai: Hans Sabel, deutscher Komponist (* 1912)
- 11. Mai: Noel Redding, britischer Gitarrist und Bassist (* 1945)
- 12. Mai: Bross Townsend, US-amerikanischer Blues- und Jazz-Pianist (* 1933)
- 14. Mai: Otto Edelmann, österreichischer Opernsänger (Bassbariton) (* 1917)
- 15. Mai: June Carter Cash, US-amerikanische Country-Sängerin, Songschreiberin (* 1929)
- 18. Mai: Albert Richard Sendrey, US-amerikanischer Komponist, Dirigent und Arrangeur (* 1911)
- 19. Mai: Camoflauge, US-amerikanischer Rapper (* 1981)
- 20. Mai: Udo Dammert, deutscher klassischer Pianist, Klavierlehrer, Autor und Kunstsammler (* 1904)
- 20. Mai: Joe Guitar Hughes, US-amerikanischer Blues-Gitarrist (* 1937)
- 20. Mai: Paul Termos, niederländischer Komponist und Altsaxophonist (* 1952)
- 24. Mai: Edward Bogusławski, polnischer Komponist und Musikpädagoge (* 1940)
- 25. Mai: Jeremy Michael Ward, US-amerikanischer Musiker (* 1976)
- 26. Mai: Almir Chediak, brasilianischer Gitarrist, Komponist und Musikproduzent (* 1950)
- 27. Mai: Luciano Berio, italienischer Komponist (* 1925)
- 28. Mai: Román Peña, dominikanischer Komponist, Geiger und Gitarrist (* 1920)
- 29. Mai: Olimpia Di Nardo, italienische Schauspielerin und Sängerin (* 1948)
- 30. Mai: Tommy Mitchell, US-amerikanischer Bassposaunist (* 1926)
- 30. Mai: Mickie Most, englischer Produzent, Schallplattenlabel-Inhaber und Musikverleger (* 1938)
- 00. Mai: Freddie Logan, britischer Jazzmusiker (Kontrabass) (* 1930)

### Juni
- 01. Juni: Marjorie Finlay, US-amerikanische Opernsängerin und TV-Persönlichkeit (* 1928)
- 01. Juni: Joe Harris, flämischer Sänger (* 1943)
- 01. Juni: Wang Su-bok, nordkoreanische Sängerin (* 1917)
- 05. Juni: Patricia Blomfield Holt, kanadische Komponistin, Musikpädagogin und Pianistin (* 1910)
- 05. Juni: Manuel Rosenthal, französischer Komponist und Dirigent (* 1904)
- 06. Juni: Angelika Kill, deutsche Konzertsängerin, Nonne, Schulleiterin, Ehrenbürgerin Fritzlars (* 1917)
- 07. Juni: Hilda Sour, chilenische Schauspielerin und Sängerin (* 1915)
- 07. Juni: Héctor Cabrera, venezolanischer Balladensänger und Schauspieler (* 1932)
- 08. Juni: Günter Gerlach, deutscher Kirchenmusiker, Schulmusiker und Komponist (* 1928)
- 08. Juni: Herschel Burke Gilbert, US-amerikanischer Dirigent und Komponist (* 1918)
- 11. Juni: Rudolf Tomsits, ungarischer Jazzmusiker (Trompete, Flügelhorn, Komposition) (* 1946)
- 12. Juni: Itamar Assumpção, brasilianischer Sänger, Komponist, Arrangeur und Schauspieler (* 1949)
- 13. Juni: Harold Ashby, US-amerikanischer Swing-Tenorsaxophonist und Klarinettist (* 1925)
- 13. Juni: Attila Murat Aydın, deutscher Graffiti-Künstler, Breakdancer, Beatboxer und Rapper (* 1970)
- 14. Juni: Jimmy Knepper, US-amerikanischer Jazz-Posaunist (* 1927)
- 14. Juni: Volker Kriegel, deutscher Jazzmusiker, Zeichner und Schriftsteller (* 1943)
- 15. Juni: Momo Wandel Soumah, guineischer Sänger, Saxophonist und Komponist (* 1926)
- 15. Juni: René Touzet, kubanischer Pianist, Komponist und Bandleader (* 1916)
- 17. Juni: Christian Morgenstern, deutscher Techno-Musiker (* 1975)
- 19. Juni: Bojidar Dimov, bulgarischer Komponist (* 1935)
- 19. Juni: Peanuts Hucko, US-amerikanischer Jazz-Klarinettist und Saxofonist (* 1918)
- 21. Juni: Bill Leslie, US-amerikanischer Jazzmusiker (Tenorsaxophon, Saxello) (* 1925)
- 22. Juni: Sergio Bruni; italienischer Sänger (* 1921)
- 26. Juni: Aleksandra Ivanović, jugoslawische bzw. serbische Mezzosopranistin (* 1937)
- 27. Juni: Lou Mecca, US-amerikanischer Jazzgitarrist und Hochschullehrer (* 1923)
- 30. Juni: Allen Kwela, südafrikanischer Gitarrist (* 1939)

### Juli
- 01. Juli: Berta Ambrož, jugoslawische Sängerin (* 1944)
- 01. Juli: Herbie Mann, US-amerikanischer Jazz- und Fusion-Flötist und Komponist (* 1930)
- 01. Juli: Chicho Sánchez Ferlosio, spanischer Singer/Songwriter (* 1940)
- 03. Juli: Ruth Händel, deutsche Sängerin (* unbekannt)
- 03. Juli: Petro Prozko, ukrainischer Chorleiter, Dirigent und Komponist (* 1929)
- 04. Juli: André Claveau, französischer Chansonnier und Filmschauspieler (* 1911)
- 04. Juli: Barry White, US-amerikanischer Sänger, Songschreiber, Arrangeur, Orchesterleiter und Musikproduzent (* 1944)
- 05. Juli: Fernando Arbex, spanischer Rockmusiker (* 1941)
- 06. Juli: Skip Battin, US-amerikanischer Country-Rock-Sänger und -Bassist (* 1934)
- 07. Juli: Walentyn Bibik, sowjetisch-ukrainischer Komponist und Hochschullehrer (* 1940)
- 07. Juli: Earl Buster Smith, US-amerikanischer Jazzmusiker (Schlagzeug) (* 1932)
- 07. Juli: Oscar Valdés, kubanischer Perkussionist (* 1913)
- 08. Juli: Ernst Irtel, Musikpädagoge und Komponist (* 1917)
- 12. Juli: Benny Carter, US-amerikanischer Jazzmusiker (Saxophonist, Trompeter, Bandleader, Arrangeur und Komponist) (* 1907)
- 14. Juli: Gerhard Dickel, deutscher Kirchenmusikdirektor, Kantor, Organist und Musikprofessor (* 1938)
- 14. Juli: Tito Duarte, kubanischer Multiinstrumentalist (* 1946)
- 14. Juli: Emanuel Melik-Aslanian, iranischer Komponist und Pianist (* 1915)
- 14. Juli: Compay Segundo, kubanischer Musiker (* 1907)
- 16. Juli: Celia Cruz, kubanisch-US-amerikanische Salsa-Sängerin und Schauspielerin (* 1925)
- 17. Juli: Alvin Alcorn, US-amerikanischer Jazztrompeter (* 1912)
- 17. Juli: Francisco Rada, kolumbianischer Akkordeonspieler, Komponist und Sänger (* 1907)
- 17. Juli: Rosalyn Tureck, US-amerikanische Konzertpianistin und Musikforscherin (* 1914)
- 24. Juli: Gene Forrest, US-amerikanischer Musiker (Gesang, Piano) und Songwriter (* 1931)
- 24. Juli: Kurt Pahlen, österreichischer Dirigent und Musikwissenschaftler (* 1907)
- 25. Juli: Hans-Peter Reinecke, deutscher Musikwissenschaftler (* 1926)
- 26. Juli: William Pell, US-amerikanischer Opernsänger (Tenor, Bariton) (* 1947)
- 28. Juli: Aaron Bell, US-amerikanischer Jazz-Bassist und Pianist (* 1922)
- 28. Juli: Héctor Pacheco, argentinischer Tangosänger (* 1918)
- 29. Juli: Rudolf Fischer, deutscher Pianist, Musikpädagoge und Professor (* 1913)
- 29. Juli: Luther Henderson, US-amerikanischer Musical-Komponist und Arrangeur (* 1919)
- 30. Juli: Sam Phillips, US-amerikanischer Produzent und Musiklabelbesitzer (* 1923)

### August
- 02. August: Don Estelle, britischer Schauspieler und Sänger. (* 1933)
- 02. August: Willem Wilmink, niederländischer Dichter, Autor und Sänger (* 1936)
- 04. August: Johannes Radermacher, deutscher Volksmusiker (* 1941)
- 04. August: Enric Torra i Pòrtulas, katalanischer Pianist, Komponist, Dirigent, Chorleiter und Musikpädagoge (* 1910)
- 05. August: Tite Curet Alonso, puerto-ricanischer Salsakomponist (* 1926)
- 06. August: Grover Mitchell, US-amerikanischer Jazz-Posaunist (* 1930)
- 09. August: David Macdonald, kanadischer Organist (* 1952)
- 09. August: Bill Perkins, US-amerikanischer Jazzsaxophonist und -flötist (* 1924)
- 09. August: Herbie Steward, US-amerikanischer Jazz-Saxophonist (Tenor, Alt) (* 1926)
- 12. August: Else Marie Hansen, dänische Schauspielerin und Opernsängerin (* 1904)
- 12. August: Andreas Skjold, norwegischer Jazzposaunist (* 1929)
- 12. August: Esteban Servellón, salvadorianischer Komponist, Musiker, Dirigent und Musikpädagoge (* 1921)
- 13. August: Ed Townsend, US-amerikanischer R&B-Sänger und Songwriter (* 1929)
- 14. August: Fitnete Rexha, albanische Volksmusikerin (* 1936)
- 16. August: Gustav Biener, deutscher Kirchenmusiker und Komponist (* 1926)
- 16. August: Gösta Sundqvist, finnischer Musiker (* 1957)
- 18. August: Henry Büchmann, dänischer Opernsänger und Schauspieler (* 1921)
- 18. August: Yolande Dulude, kanadische Opernsängerin (Sopran) (* 1931)
- 18. August: Hans Gresser, deutscher Musiklehrer, Komponist, Dirigent und Kritiker (* 1921)
- 19. August: Line Monty, algerisch-französische Sängerin (* 1926)
- 21. August: Wesley Willis, US-amerikanischer Künstler und Musiker (* 1963)
- 22. August: Imperio Argentina, argentinisch-spanische Sängerin, Tänzerin und Filmschauspielerin (* 1906)
- 22. August: Hugo Duval, argentinischer Tangosänger (* 1928)
- 22. August: Floyd Tillman, US-amerikanischer Country-Musiker und Songschreiber (* 1914)
- 24. August: Roderich Fuhrmann, deutscher Musikwissenschaftler (* 1929)
- 26. August: Wilma Burgess, US-amerikanische Country-Sängerin (* 1939)
- 27. August: Peter-Paul Pigmans, niederländischer Techno-Musiker (* 1961)
- 29. August: Anahit Yulanda Varan, armenisch-türkische Straßenmusikerin (* 1917)
- 30. August: Peter Meven, deutscher Opern- und Konzertsänger (Bass) (* 1929)
- 31. August: Tadeusz Machl, polnischer Komponist, Organist und Musikpädagoge (* 1922)

### September
- 01. September: Sten G. Halfvarson, US-amerikanischer Musikpädagoge und Chorleiter (* 1915)
- 02. September: Nestor Sanchez, US-amerikanischer Salsa-Sänger (* 1950)
- 04. September: Lola Bobesco, belgische Geigerin (* 1921)
- 04. September: Susan Chilcott, britische Sopranistin (* 1963)
- 04. September: Tibor Varga, ungarischer Violinist, Violinpädagoge und Dirigent (* 1921)
- 05. September: Gordon Binkerd, US-amerikanischer Komponist und Musikpädagoge (* 1916)
- 06. September: Karl Grell, österreichischer Komponist und Dirigent (* 1925)
- 07. September: Warren Zevon, US-amerikanischer Rock-’n’-Roll-Musiker und Songwriter (* 1947)
- 08. September: Marc Honegger, französischer Musikwissenschaftler, Musik-Herausgeber und Chorleiter (* 1926)
- 09. September: Edgar Guggeis, deutscher Perkussionist und Professor für Schlagzeug und Pauke (* 1964)
- 09. September: Joaquim Homs, katalanischer Komponist (* 1906)
- 09. September: Larry Hovis, US-amerikanischer Schauspieler und Sänger (* 1936)
- 09. September: Toshio Oida, japanischer Jazzsänger (* 1925)
- 11. September: Eberhard Würzl, österreichischer Lehrer und Musikforscher (* 1915)
- 12. September: Johnny Cash, US-amerikanischer Country-Sänger und -Songschreiber (* 1932)
- 12. September: Andy Starr, US-amerikanischer Rockabilly-Musiker und Gitarrist (* 1932)
- 13. September: Vojtěch Saudek, tschechischer Komponist (* 1951)
- 14. September: John Serry senior, US-amerikanischer Akkordeon-Virtuose, Arrangeur, Komponist, Organist und Pädagoge (* 1915)
- 15. September: Sergio Ortega, chilenischer Komponist und Pianist (* 1938)
- 16. September: Danny Marino, Chanson- und Schlagersänger sowie Liedtexter (* 1936)
- 16. September: Sheb Wooley, US-amerikanischer Country-Musiker, Songwriter und Filmschauspieler (* 1921)
- 17. September: Ken Gudman, dänischer Schlagzeuger und Musiker (* 1947)
- 17. September: Ljubica Marić, jugoslawische bzw. serbische Komponistin (* 1909)
- 19. September: Anatol Bahatyrou, sowjetischer bzw. belarussischer Komponist (* 1913)
- 19. September: Slim Dusty, australischer Country-Sänger und -Songwriter (* 1927)
- 19. September: Günter Lampe, deutscher Komponist, Dirigent und Musikpädagoge (* 1925)
- 19. September: Frank Lowe, US-amerikanischer Jazz-Saxophonist (* 1943)
- 20. September: Johnny Best, US-amerikanischer Jazztrompeter (* 1913)
- 20. September: Ken Khouri, jamaikanischer Unternehmer, Musikproduzent und Studiobesitzer (* 1917)
- 23. September: Ronnie Dawson, US-amerikanischer Rockabilly-Sänger (* 1939)
- 26. September: Augustinus Franz Kropfreiter, österreichischer Komponist und Organist (* 1936)
- 26. September: Shawn Lane, US-amerikanischer Rock- und Fusion-Gitarrist (* 1963)
- 26. September: Robert Palmer, britischer Popmusiker (* 1949)
- 27. September: Paul Burlison, US-amerikanischer Rockabilly-Musiker und Gitarrist (* 1929)
- 27. September: Hubert Kern, österreichischer Musiker (* 1935)
- 28. September: Gene Casey, US-amerikanischer Jazzpianist, Komponist und Arrangeur (* 1933)
- 29. September: Boris Pawlowitsch Karamyschew, russischer Komponist und Dirigent (* 1915)
- 29. September: Wesley Tuttle, US-amerikanischer Country-Musiker (* 1917)
- 30. September: Eddie Gladden, US-amerikanischer Jazz-Schlagzeuger (* 1937)

### Oktober
- 01. Oktober: John Brim, US-amerikanischer Blues-Musiker (* 1922)
- 01. Oktober: Joachim Havard de la Montagne, französischer Komponist, Organist und Musikwissenschaftler (* 1927)
- 01. Oktober: Chubby Jackson, amerikanischer Jazzmusiker (Kontrabass, Komposition) (* 1918)
- 02. Oktober: Gleb Axelrod, sowjetischer klassischer Pianist und Musikpädagoge (* 1923)
- 03. Oktober: Tish Daija, albanischer Fußballer und Komponist (* 1926)
- 03. Oktober: Hagen Galatis, deutscher Musiker, Arrangeur und Komponist (* 1926 oder 1928)
- 04. Oktober: Bernd-Martin Müller, Sänger, Musiker, Chorleiter und Songwriter christlicher Popmusik (* 1963)
- 04. Oktober: Gustav Schmahl, deutscher Geiger und Hochschullehrer (* 1929)
- 05. Oktober: Denis Quilley, britischer Schauspieler und Sänger (* 1927)
- 07. Oktober: Arthur Victor Berger, US-amerikanischer Komponist, Musikpädagoge und -kritiker (* 1912)
- 07. Oktober: Peter Gullin, schwedischer Jazzsaxophonist (Bariton, Tenor) (* 1959)
- 09. Oktober: Justinas Bašinskas, litauischer Komponist (* 1923)
- 09. Oktober: Carl Fontana, US-amerikanischer Jazzposaunist (* 1928)
- 09. Oktober: Don Lanphere, US-amerikanischer Jazzsaxophonist (Tenor, Sopran) (* 1928)
- 09. Oktober: Günter Oppenheimer, deutscher Komponist, Pianist, Dirigent und Arrangeur (* 1924)
- 09. Oktober: Antanas Rekašius, litauischer Komponist (* 1928)
- 10. Oktober: Eugene Istomin, US-amerikanischer Komponist und Pianist (* 1925)
- 13. Oktober: Fritz Emonts, deutscher Pianist und Klavierpädagoge (* 1920)
- 14. Oktober: François Béranger, französischer Sänger, Komponist und Libertärer (* 1937)
- 14. Oktober: Miloš Sádlo, tschechischer Violoncellist und Musikpädagoge (* 1912)
- 15. Oktober: Friedrich Brückner-Rüggeberg, deutscher Konzert- und Oratoriensänger (* 1915)
- 18. Oktober: Walter Kreppel, deutscher Opernsänger (Bass) (* 1923)
- 20. Oktober: Maxine Daniels, britische Jazzsängerin (* 1930)
- 21. Oktober: Wolfgang Köhler, deutscher Komponist und Organist (* 1923)
- 21. Oktober: Elliott Smith, US-amerikanischer Musiker (* 1969)
- 22. Oktober: Ron Collier, kanadischer Jazzposaunist, Komponist und Arrangeur (* 1930)
- 23. Oktober: Eberhard Kraus, deutscher Organist, Cembalist und Komponist (* 1931)
- 23. Oktober: Eraldo Volonté, italienischer Jazzmusiker (Tenor- und Sopransaxophon, Komposition) und Bandleader (* 1918)
- 24. Oktober: Half-A-Mill, US-amerikanischer Rapper (* 1973)
- 24. Oktober: Malte Johnson, schwedischer Jazz- und Unterhaltungsmusiker (Altsaxophon, Geige) und Orchesterleiter (* 1910)
- 25. Oktober: Thorleif Aamodt, norwegischer Organist und Komponist (* 1909)
- 25. Oktober: Primo Angeli, italienischer Jazz- und Unterhaltungsmusiker (Piano, Hammondorgel) (* 1906)
- 26. Oktober: Roberto García Morillo, argentinischer Komponist (* 1911)
- 26. Oktober: Peter Niklas Wilson, deutscher Jazzkontrabassist, Musikwissenschaftler und -journalist (* 1957)
- 28. Oktober: Aleksandar Iwanow Rajtschew, bulgarischer Komponist (* 1922)
- 29. Oktober: Franco Corelli, italienischer Opernsänger (Tenor) (* 1921)
- 30. Oktober: Franco Bonisolli, italienischer Opernsänger (Tenor) (* 1937)
- 30. Oktober: Abel Ehrlich, israelischer Komponist (* 1915)
- 30. Oktober: Steve O’Rourke, britischer Musikmanager, Rennstallbesitzer und Automobilrennfahrer (* 1940)
- 31. Oktober: Semmangudi Srinivasa Iyer, indischer Sänger der karnatischen Musik und Musikpädagoge (* 1908)

### November
- 01. November: George Kawaguchi, japanischer Jazzmusiker (Schlagzeug) und Bandleader (* 1927)
- 01. November: Kent Kennan, US-amerikanischer Komponist und Musikpädagoge (* 1913)
- 04. November: Lotte Berk, deutsch-britische Tänzerin, Gymnastik- und Tanzlehrerin (* 1913)
- 04. November: Jean-François Bovard, Schweizer Musiker (Posaune, Komposition) (* 1948)
- 05. November: Bobby Hatfield, US-amerikanischer Sänger (* 1940)
- 06. November: Helmut Hucke, deutscher Musikwissenschaftler (* 1927)
- 06. November: Hallvard Johnsen, norwegischer Komponist (* 1916)
- 06. November: Pit Krüger, deutscher Komiker, Sänger und Schauspieler (* 1934)
- 09. November: Buddy Arnold, US-amerikanischer Jazzmusiker (Tenorsaxophon, Basssaxophon, Klarinette, Bassklarinette) (* 1926)
- 11. November: Jean-Pierre Bionda, Schweizer Jazzpianist (* 1928)
- 11. November: Sam Trümpy, Schweizer Jazzmusiker (Klarinette, Sopran-, Alt- und Tenorsaxophon, Komposition, Arrangements) und Koch (* 1941)
- 12. November: Penny Singleton, US-amerikanische Sängerin und Filmschauspielerin (* 1908)
- 12. November: Tony Thompsong, US-amerikanischer Schlagzeuger (* 1954)
- 13. November: Ray Harris, US-amerikanischer Rockabilly-Musiker (* 1927)
- 15. November: Mary Elizabeth Caldwell, US-amerikanische Komponistin und Organistin (* 1909)
- 15. November: David Holt, US-amerikanischer Kinderdarsteller sowie Autor, Komponist und Herausgeber (* 1927)
- 15. November: Speedy West, US-amerikanischer Gitarrist und Country-Musiker (* 1924)
- 16. November: Martin Metz, rumäniendeutscher Kirchenmusiker und Komponist (* 1933)
- 16. November: Zbigniew Śliwiński, polnischer Pianist und Musikpädagoge (* 1924)
- 16. November: Erich Stockmann, deutscher Musikethnologe (* 1926)
- 16. November: Norbert Visser, niederländischer Musiker und Instrumentenbauer (* 1919)
- 17. November: Arthur Conley, US-amerikanischer Soulsänger (* 1946)
- 17. November: Don Gibson, US-amerikanischer Country-Sänger und -Songschreiber (* 1928)
- 18. November: Michael Kamen, US-amerikanischer Filmmusikkomponist (* 1948)
- 19. November: Greg Ridley, britischer Rockmusiker (* 1947)
- 21. November: Lena Kidd, britische Jazzmusikerin (Tenorsaxophon) und Bandleaderin (* 1924)
- 21. November: Teddy Randazzo, US-amerikanischer Musikproduzent, Komponist, Songwriter und Sänger (* 1935)
- 21. November: Hernán Salinas, argentinischer Tangosänger (* 1956)
- 24. November: Michael Small, US-amerikanischer Komponist (* 1939)
- 26. November: Meyer Kupferman, US-amerikanischer Jazzklarinettist, Komponist und Musikpädagoge (* 1926)
- 26. November: Soulja Slim, US-amerikanischer Rapper (* 1977)
- 27. November: Kurt von Fischer, Schweizer Musikwissenschaftler, Lehrstuhlinhaber und Pianist (* 1913)
- 27. November: Riccardo Malipiero, italienischer Komponist, Pianist und Musikpädagoge (* 1914)
- 30. November: Dirk Andries Flentrop, niederländischer Orgelbauer (* 1910)

### Dezember
- 05. Dezember: Yehoshua Lakner, israelisch-schweizerischer Komponist (* 1924)
- 06. Dezember: Hans Hotter, deutscher Opernsänger (Bassbariton) und Gesangspädagoge (* 1909)
- 06. Dezember: Yasuo Kuwahara, japanischer Mandolinist und Komponist (* 1946)
- 07. Dezember: Jean Karat, aramäischer Volkssänger und Künstler (* 1949)
- 07. Dezember: Raúl Vale, mexikanischer Sänger, Komponist und Schauspieler (* 1944)
- 08. Dezember: Rubén González, kubanischer Pianist (* 1919)
- 08. Dezember: Polig Monjarret, französischer Musiker, Musikforscher, Widerstandskämpfer und Aktivist (* 1920)
- 10. Dezember: Ron Aspery, britischer Fusionmusiker (Alt- und Sopransaxophon, Flöte, Keyboard) (* 1943)
- 10. Dezember: Joachim Matzner, deutscher Musikjournalist (* 1931)
- 12. Dezember: Gregorio García Segura, spanischer Filmkomponist (* 1929)
- 12. Dezember: Konrad Gehringer, deutscher Orgelbauer (* 1939)
- 12. Dezember: Marcello Giombini, italienischer Filmkomponist (* 1928)
- 13. Dezember: Webster Young, US-amerikanischer Jazz-Trompeter und Kornettist (* 1932)
- 14. Dezember: François Rauber, französischer Pianist, Komponist, Arrangeur und Orchesterleiter (* 1933)
- 16. Dezember: Gary Stewart, US-amerikanischer Country-Musiker, -Sänger und Liedtexter (* 1944)
- 17. Dezember: Larry Bright, US-amerikanischer Rock-’n’-Roll-Musiker (* 1934)
- 18. Dezember: Pierre Daignault, kanadischer Schauspieler, Folksänger und Schriftsteller (* 1925)
- 19. Dezember: Maynie Sirén, finnlandschwedische Sängerin (Alt) (* 1924)
- 22. Dezember: Dave Dudley, US-amerikanischer Country-Musiker (* 1928)
- 22. Dezember: Hans Koller, österreichischen Jazzmusiker und Maler (* 1921)
- 23. Dezember: Don Lamond, US-amerikanischer Jazz-Schlagzeuger (* 1920)
- 23. Dezember: Curley Money, US-amerikanischer Rockabilly- und Country-Musiker sowie Gitarrist (* 1925)
- 24. Dezember: Didier Rimaud, französischer Dichter und Komponist (* 1922)
- 26. Dezember: Iwan Iwanowitsch Petrow, russischer Opernsänger (Bass) (* 1920)
- 27. Dezember: Vestal Goodman, US-amerikanische Gospel-Sängerin (* 1929)
- 27. Dezember: Albert Hirsh, US-amerikanischer Pianist und Musikpädagoge (* 1915)
- 27. Dezember: Heinz Kiessling, deutscher Musiker, Orchesterleiter, Komponist und Musikproduzent (* 1926)
- 28. Dezember: Henning Frederichs, deutscher Komponist, Kirchenmusiker, Dirigent und Musikpädagoge (* 1936)
- 30. Dezember: Anita Mui, chinesische Sängerin und Schauspielerin (* 1963)
- 30. Dezember: Hukwe Zawose, afrikanischer Musiker (* 1940)
- 31. Dezember: Hugo Käch, Schweizer Dirigent, Komponist und Musikfilmregisseur (* 1927)
- 31. Dezember: Sieglinde Wagner, österreichische Opernsängerin (Alt) (* 1921)
- 00. Dezember: Nina Konsta, griechisch-österreichische Schlagersängerin (* 1918)

### Genaues Todesdatum unbekannt
- Jack Butler, US-amerikanischer Jazztrompeter und Sänger (* 1909)
- Cecil Cope, englischer Kirchenmusiker, Sänger und Komponist (* 1909)
- Günther Eisenhardt, deutscher Komponist, Musikwissenschaftler und Hochschullehrer (* 1933)
- Adhelma Falcón, argentinische Tangosängerin (* 1903)
- John Gordon, amerikanischer Jazzposaunist (* 1939)
- Bob Helm, US-amerikanischer Jazzklarinettist und -saxophonist (* 1914)
- Pedro Lerma, spanischer Pianist und Musikpädagoge (* 1916)
- Eduardo Maturana, chilenischer Komponist (* 1920)
- Nguyễn Đình Thi, vietnamesischer Schriftsteller, Literaturwissenschaftler, Musiker und Komponist (* 1924)
- Georg Reuter, argentinischer Komponist der „modernen Klassik“ (* 1935)
- Rudolf Uhlig, deutscher Maler, Grafiker und Kirchenmusiker (* 1909)